# Camilla Filippi
Camilla Filippi (Brescia, 13 ottobre 1979) è un'attrice e artista visiva italiana.

## Biografia

### Televisione
Debutta nella miniserie tv Costanza (1998), regia di Gianluigi Calderone, in cui interpreta il ruolo di Laura. Nel 2000 partecipa al film Estate romana di Matteo Garrone. L'anno successivo è coprotagonista nel film horror The House of Chicken di Pietro Sussi.
Dopo alcune partecipazioni in varie fiction tv, tra la quali la serie Compagni di scuola (2001), in cui è coprotagonista, nel 2003 partecipa al film, ma anche miniserie tv in 4 puntate, La meglio gioventù di Marco Tullio Giordana, in cui interpreta il ruolo di Sara Carati. Nello stesso anno è tra gli interpreti principali di Ora o mai più, regia di Lucio Pellegrini e di Prima dammi un bacio, diretto da Ambrogio Lo Giudice. Nel 2004 è protagonista del cortometraggio Sulla riva del lago, regia di Matteo Rovere, e coprotagonista del film La vita che vorrei di Giuseppe Piccioni.
Nel 2005 è nel cast principale di Amatemi, diretto da Renato De Maria Successivamente ritorna a lavorare in produzioni televisive, tra cui: De Gasperi - L'uomo della speranza (2005) di Liliana Cavani, Il vizio dell'amore (2006), in onda su Fox Life, e Le ragazze di San Frediano, regia di Vittorio Sindoni, in onda su Rai Uno nel marzo 2007. Nella miniserie Le ragazze di San Frediano, tratta dal libro omonimo di Vasco Pratolini, interpreta il ruolo di Tosca Mogherini, una delle "4 ragazze di San Frediano"; le altre tre sono interpretate da Vittoria Puccini, Martina Stella e Chiara Conti.
Nel 2009 è protagonista della miniserie di Canale 5, La scelta di Laura, regia di Alessandro Piva. Nel 2010 entra nel cast delle serie tv di Rai Uno Tutti pazzi per amore 2. Dal 2015 interpreta Cristina, moglie del primogenito della famiglia Ferraro, nella fiction di Rai 1 Tutto può succedere.
Nel 2023 interpreta Giulietta Masina nella seconda stagione della  miniserie Sky "Io e Lei", regia di Massimo Ferrari

### Cinema
Nel 2009 compare nel ruolo di Serena nel film La cosa giusta di Marco Campogiani.
Nel 2010 gira La vita facile di Lucio Pellegrini e Il giorno in più di Massimo Venier. Nel 2012 recita in Viva l'Italia, di Massimiliano Bruno.
Nel 2014 recita in Buoni a nulla di Gianni Di Gregorio e Banana di Andrea Jublin. Nel 2015 è la protagonista femminile del thriller psicologico In fondo al bosco di Stefano Lodovichi.
Nel 2020 recita ne La stanza di Stefano Lodovichi, insieme a Guido Caprino ed Edoardo Pesce. Il film esce su Prime Video il 4 gennaio 2021.

### Teatro
Poche le partecipazioni agli spettacoli teatrali. Negli anni 2017 e 2018 è stata nominata nel Consiglio di amministrazione del CTB Teatro Stabile di Brescia.

### Artista visiva
A fine 2014 Filippi comincia il suo progetto artistico #psychedelicbreakfast, una sorta di diario emotivo tenuto per circa duecento giorni, nel quale usando Instagram come piattaforma espositiva, ha raccontato tramite immagini e frasi il suo stato d'animo della mattina. Nel 2015 la casa di moda Gucci la invita a partecipare al progetto #GucciGram, museo virtuale su Instagram.
Da giugno a settembre 2015 espone al Museo Carandente, Palazzo Collicola - Arti visive di Spoleto, in occasione del Festival dei Due Mondi. Dal marzo 2017 il progetto #psychedelicbreakfast è in esposizione al Ma.Co.F - centro della fotografia Italiana, presso Palazzo Martinengo Cesaresco Novarino di Brescia.

## Vita privata
È stata sposata con il regista Lucio Pellegrini, da cui ha avuto due figli, Bernardo e Romeo. Il 21 settembre 2019 si è sposata con il regista Stefano Lodovichi.

## Musica
Ha partecipato come voce all'album d'esordio dei Baustelle, Sussidiario illustrato della giovinezza (2000)

## Filmografia

### Cinema

#### Regista
- La casa di Andrea, regia di Camilla Filippi e Andrea Bacci (2023)
- Come quando eravamo piccoli (2024)

#### Attrice
- Estate romana, regia di Matteo Garrone (2000)
- The House of Chicken, regia di Pietro Sussi (2001)
- Ora o mai più, regia di Lucio Pellegrini (2003)
- La meglio gioventù, regia di Marco Tullio Giordana (2003)
- Prima dammi un bacio, regia di Ambrogio Lo Giudice (2003)
- La vita che vorrei, regia di Giuseppe Piccioni (2004)
- Amatemi, regia di Renato De Maria (2005)
- Feisbum - Il film - Episodio: Indian Dream, regia di Laura Luchetti (2009)
- La cosa giusta, regia di Marco Campogiani (2009)
- Figli delle stelle, regia di Lucio Pellegrini (2010)
- Febbre da fieno, regia di Laura Luchetti (2010)
- La vita facile, regia di Lucio Pellegrini (2011)
- Il giorno in più, regia di Massimo Venier (2011)
- Viva l'Italia, regia di Massimiliano Bruno (2012)
- L'amore è imperfetto, regia di Francesca Muci (2012)
- Il mondo fino in fondo, regia di Alessandro Lunardelli (2013)
- Amori elementari, regia di Sergio Basso (2013)
- Buoni a nulla, regia di Gianni Di Gregorio (2014)
- Banana, regia di Andrea Jublin (2014)
- In fondo al bosco, regia di Stefano Lodovichi (2015)
- Il grande passo, regia di Antonio Padovan (2019)
- La stanza, regia di Stefano Lodovichi (2021)
- Pensati sexy, regia di Michela Andreozzi (2024)

### Televisione
- Costanza, regia di Gianluigi Calderone – miniserie TV (1998)
- Un posto al sole – soap opera, 25 puntate (1998)
- Non lasciamoci più, regia di Vittorio Sindoni – serie TV (1999)
- Squadra mobile scomparsi, regia di Claudio Bonivento – serie TV (1999)
- Tequila & Bonetti – serie TV (2000)
- Valeria medico legale, regia di Gianfranco Lazotti – serie TV, 9 episodi (2000)
- Compagni di scuola – serie TV, 26 episodi (2001)
- Stiamo bene insieme – serie TV (2002)
- De Gasperi - L'uomo della speranza, regia di Liliana Cavani – miniserie TV (2005)
- La notte breve, regia di Camilla Costanzo e Alessio Cremonini – miniserie TV (2006)
- Il vizio dell'amore, regia di Valia Santella – miniserie TV (2006)
- Le ragazze di San Frediano, regia di Vittorio Sindoni – miniserie TV (2006)
- E poi c'è Filippo, regia di Maurizio Ponzi – miniserie TV (2006)
- Il capitano 2, regia di Vittorio Sindoni – serie TV (2007)
- La scelta di Laura, regia di Alessandro Piva – serie TV (2009)
- Tutti pazzi per amore 2, regia di Riccardo Milani e Laura Muscardin – serie TV, 17 episodi (2010)
- Rossella 2, regia di Carmine Elia – serie TV, 3 episodi (2013)
- Una villa per due, regia di Fabrizio Costa – film TV (2014)
- Ragion di Stato, regia di Marco Pontecorvo – miniserie Tv (2015)
- Solo per amore – serie TV (2015)
- Tutto può succedere – serie TV (2015-2018)
- Non uccidere, regia di Michele Alhaique – serie TV, episodi 2x19-2x20 (2018)
- Il silenzio dell'acqua, regia di Pier Belloni – serie TV (2019-2020)
- Il processo, regia di Stefano Lodovichi – serie TV (2019)
- Sono Lillo, regia di Eros Puglielli – serie TV (2023)
- Christian 2, regia di Stefano Lodovichi – serie TV (2023-in corso)
- Io e lei, regia di Massimo Ferrari – docuserie TV, episodio 2x03 (2023)
- Sconfort Zone, regia di Maccio Capatonda – serie TV (2025)

### Cortometraggi
- Sulla riva del lago, regia di Matteo Rovere (2004)
- La vita è un'altra cosa, regia di Camilla Filippi (2011)
- L'acqua e la pazienza, regia di Edoardo Leo (2012)
- Quel che resta, regia di Andrea Bacci (2012)
- Doppia luce, regia di Laszlo Barbo (2015)

### Videoclip
- Buongiorno vita, diretto dagli YouNuts! e con Stefano Fresi - Singolo di Ultimo (2021)

## Teatro
- La forma delle cose, di Neil LaBute, regia di Marcello Cotugno, Asti Teatro, 24 giugno 2005
- Girotondo, di Arthur Schnitzler, regia di Paolo Sassanelli, Roma, Teatro Spazio Uno, 11 marzo 2010
- Stitching, di Anthony Neilson, regia di Pierpaolo Sepe, Roma, Teatro Spazio Uno, 30 ottobre 2012
- Non esistono piccole donne, di Johannes Bückler, regia di Susy Laude (2021)